# دانيال إيتون (دراج)
دانيال إيتون (بالإنجليزية: Daniel Eaton)‏ هو دراج أمريكي، ولد في 4 يوليو 1993 في فلاغستاف في الولايات المتحدة.

## وصلات خارجية
- دانييل إيتون على موقع أرشيف الدراجات (الإنجليزية)
- دانييل إيتون على موقع إحصائيات الدراجات الإحترافية (الإنجليزية)
- دانييل إيتون على موقع نسبة الدراجات (الإنجليزية)